# لا فایتی گروور
لا فایتی گروور (به انگلیسی: La Fayette Grover) سناتور سابق عضو حزب دموکرات ایالات متحده آمریکا بود. وی در سال ۱۸۷۷ تا ۱۸۸۳ میلادی سناتور ایالت اورگن در سنای ایالات متحده آمریکا بود.